# Okiato

Okiato ou Old Russell est un petit spot de vacances situé dans la Baie des Îles, dans l'Île du Nord de la Nouvelle-Zélande.

## Situation
La ville est située 7 km au sud de l'actuelle ville de Russell. 
Le ferry de voiture passant à travers la Baie des îles, qui est le principal accès des touristes à Russell, circule entre  la ville Okiato et celle d'Opua.

## Histoire
Ce fut la première capitale nationale de la Nouvelle-Zélande, pour une courte période de temps allant de 1840 à 1841, avant que le siège du gouvernement ne soit déplacé vers la cité d'Auckland.
.

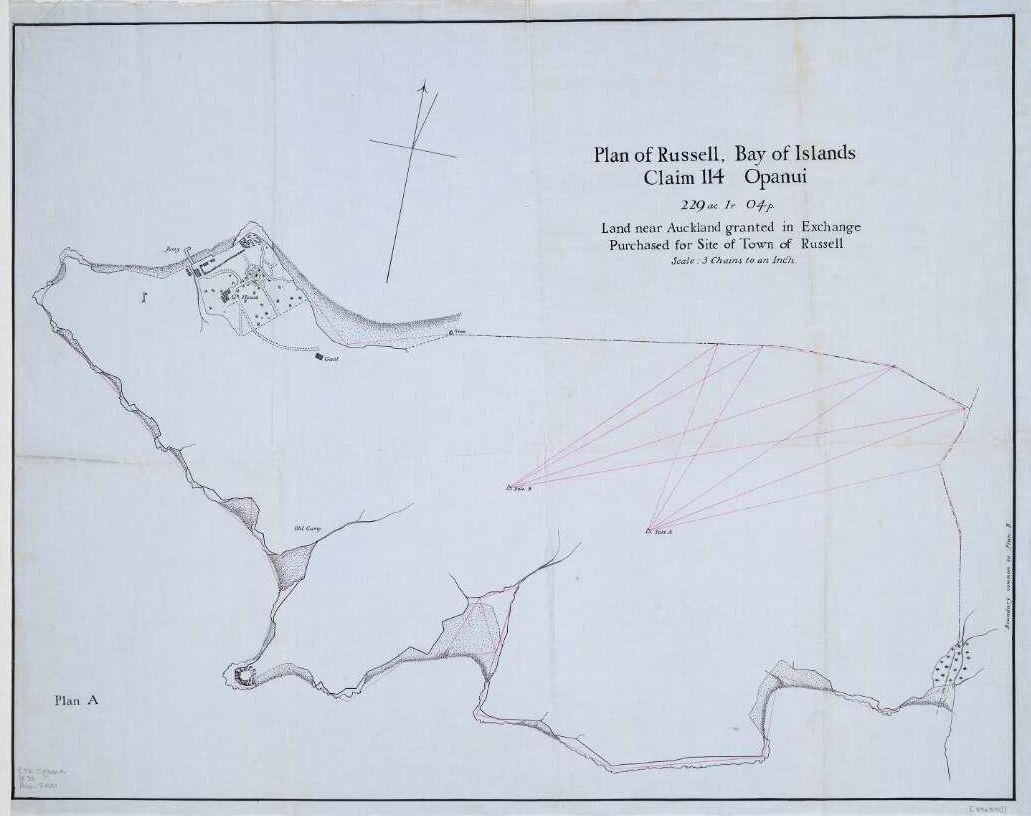
Plan de la ville de Russell et celle d'Okiato)

Pomare, chef local des Māori dans les années 1830, vendit ses terres d'Okiato à un marchand britannique, qui possédait des bateaux, qui était nommé le capitaine James Reddy Clendon (en), qui s'installa là en 1832 et mit en place une station de commerce avec son partenaire, Samuel Stephenson. 
Clendon devint ensuite le premier  Consul des États-Unis  pour la Nouvelle-Zélande en 1838 ou 1839.
Quand le Traité de Waitangi fut signé en 1840, le lieutenant-gouverneur William Hobson donna les instructions au ‘Surveyor-General’, Felton Mathew (en), de faire un rapport sur les localisations possibles pour une capitale au niveau de la Baie des Îles. 
La propriété de Clendon satisfaisait aux exigences pour faire un bon lieu de ancrage et qui était immédiatement disponible avec des terres satisfaisantes pour être subdivisées et loties pour être mis en vente pour les colons, qui voulaient s’y installer. 
La localité de « Kororāreka » (à présent la ville de Russell) fut créée mais de taille réduite car disposant d'une quantité insuffisante de terres disponibles alors que des localisations telles que Paihia et Kerikeri furent écartées pour diverses raisons
Clendon vendit ainsi pour 23 000 pounds une surface de 1,24 km2 de terre avec la maison principale, 2 petits cottages, un grand magasin de stockage et d'autres bâtiments. 
Hobson finalement conclut la vente pour 15 000 pounds. 
Il changea le nom d ' « Okiato » en « Russell », en l'honneur du secrétaire d'Etat aux Colonies, Lord John Russell. 
Hobson et sa famille s'y déplacèrent en mai 1840 avec les officiels, la troupe, les ouvriers et les immigrants, qui prirent résidences dans des bâtiments permanents ou temporaires et surtout sous des tentes.
Mathew dressa des plans ambitieux pour en faire une ville mais une seule des routes projetées fut en fait construite, menant à partir de l'hôtel de ville à la prison de la ville. 
Une année plus tard en 1841, la Nouvelle-Zélande fut établie comme une colonie séparée de la Nouvelle-Galles du Sud et Hobson déplaça la capitale vers la ville d'Auckland . 
La plupart des résidents de « Russell » se déplacèrent eux aussi . 
Quelques officiels continuèrent à vivre dans la « Maison du  Gouvernement » située à Russell mais quand elle fut détruite par le feu, avec tous les bureaux en mai 1842, tous ces officiels se déplacèrent vers « Kororāreka » laissant la ville de Russell virtuellement déserte.

## Toponymie
« Kororāreka » était une partie du « Port de Russell » et graduellement devint connue sous le nom de ville de « Russell », elle aussi. 
En janvier 1844, le gouverneur Robert FitzRoy désigna officiellement la ville de « Kororāreka » comme étant une partie du centre-ville de Russell. 
Maintenant le nom de Russell s'applique seulement à l'ancien  Kororāreka alors qu' Okiato a repris son nom d'origine.